# Црква Свете преподобне мати Параскеве у Лесници
Црква Свете преподобне мати Параскеве у Лесници, насељеном месту на територији Општине Трговиште, православни је храм који припада Епархији врањској Српске православне цркве.
Црква посвећена Светој преподобној мајци Параскеви саграђена је у периоду између 1935. и 1940. године.
У потпуности је обновљена 2002. године, када је и освећена од стране епископа врањског Пахомија.